# Rowerowy Szlak Orlich Gniazd

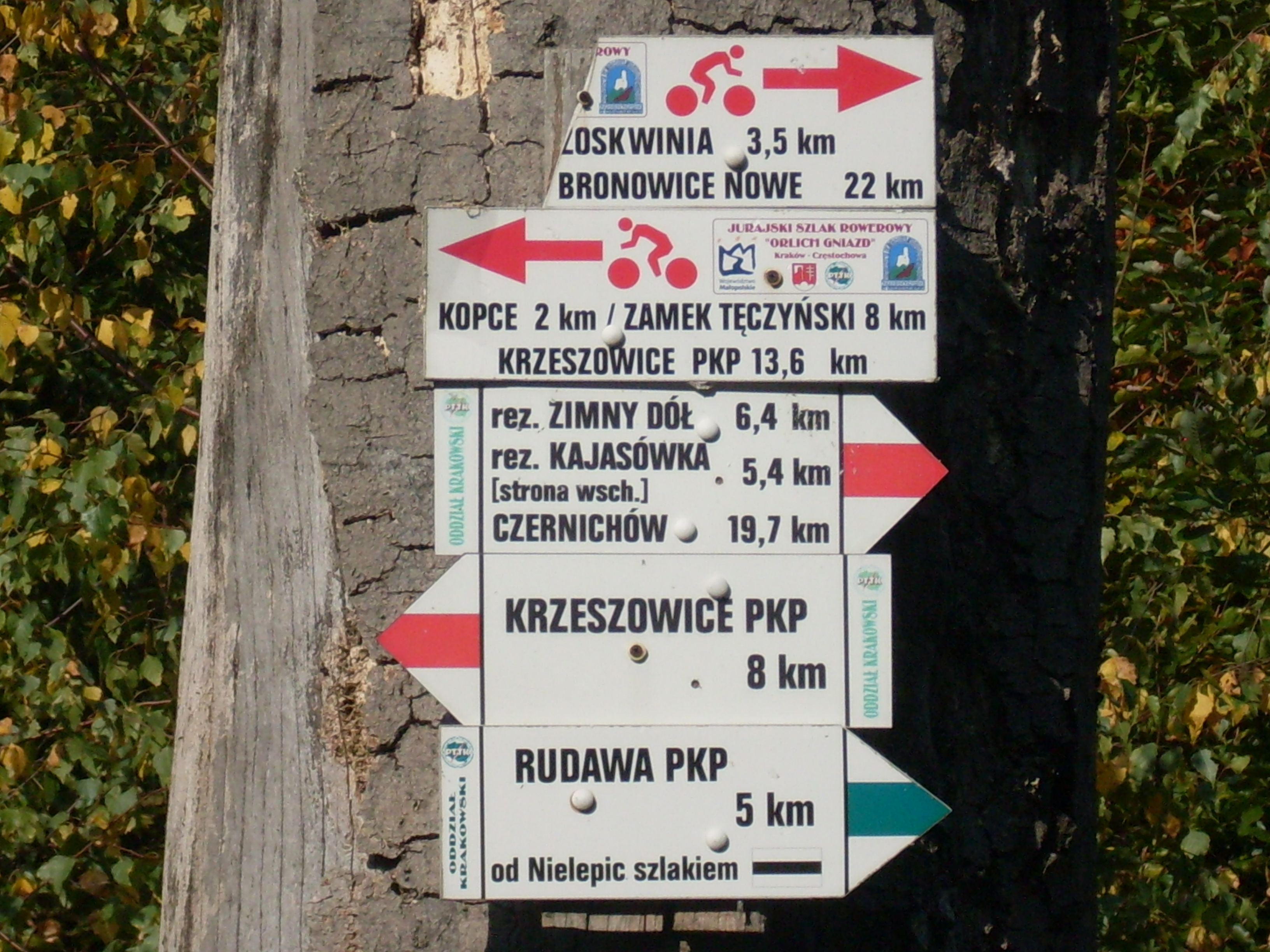
Przebieg szlaku przez Bukową Góra

Rowerowy Szlak Orlich Gniazd – czerwony rowerowy szlak turystyczny o długości ok. 190 km łączący Kraków z Częstochową. Podobnie jak pieszy Szlak Orlich Gniazd wiedzie przez większość warowni jurajskich zwanych Orlimi Gniazdami. Szlak biegnie przez teren Parku Krajobrazowego Orlich Gniazd.

## Przebieg szlaku
Kraków-Bronowice Małe → Kraków-Mydlniki → Szczyglice → Brzoskwinia → zamek Tenczyn w Rudnie → Tenczynek → Krzeszowice → Paczółtowice → Dolina Eliaszówki – klasztor w Czernej → Paczółtowice →Racławice → Zawada → Zimnodół → Osiek → Olkusz → Olkusz Słowiki → zamek w Rabsztynie → Jaroszowiec – lasy bukowe – skały wapienne „Nad Kopalnią” → Zalesie Golczowskie → Golczowice → Cieślin → zamek w Bydlinie → zamek w Smoleniu → Pasmo Niegowonicko-Smoleńskie → Ryczów → zamek Ogrodzieniec → Skarżyce → zamek w Morsku → Skały Podlesickie → Góra Zborów → Skały Kroczyckie → zamek Bobolice → zamek w Mirowie → Niegowa → Moczydła → Przewodziszowice (strażnica) → Czatachowa → Zamek Ostrężnik → Suliszowice → Zrębice → Olsztyn → Góry Towarne → Częstochowa
| Odległość | Atrakcje                        | Punkt                                    | Ilustracja                                                       |
| --------- | ------------------------------- | ---------------------------------------- | ---------------------------------------------------------------- |
| 0,0 km    |                                 | Kraków-Bronowice Małe – pętla tramwajowa |                                                                  |
| 3,3 km    |                                 | Kraków-Mydlniki                          |                                                                  |
| 9,6 km    |                                 | Szczyglice                               |                                                                  |
| 20,0 km   |                                 | Brzoskwinia                              |                                                                  |
| 32,8 km   | zamek · ruiny · drzewo          | Zamek Tenczyn w Rudnie                   | Zamek Tenczyn                                                    |
| 39,0 km   | kolej                           | Krzeszowice (stacja kolejowa)            |                                                                  |
| 44,0 km   | klasztor                        | Dolina Eliaszówki – klasztor w Czernej   | Klasztor w Czernej                                               |
| 48,0 km   | kościół · rezerwat krajobrazowy | Paczółtowice                             | kościół w Paczółtowicach                                         |
| 54,0 km   |                                 | Zawada                                   |                                                                  |
| 65,0 km   | ruiny · kościół · dwór          | Olkusz                                   | baszta i fragment murów obronnych                                |
| 70,0 km   | zamek · ruiny                   | Zamek w Rabsztynie                       | zamek w Rabsztynie                                               |
| 70,5 km   | drzewo · skały                  | Jaroszowiec                              |                                                                  |
| 83,1 km   | zamek · ruiny                   | Bydlin – ruiny zamku                     | zamek w Bydlinie                                                 |
| 95 km     | zamek · ruiny                   | Zamek w Smoleniu                         | zamek w Smoleniu                                                 |
| 102 km    | kościół · dwór                  | Ryczów                                   | Ryczów – skała z pozostałościami strażnicy                       |
| 107,5 km  | zamek · ruiny                   | Podzamcze – zamek Ogrodzieniec           | zamek Ogrodzieniec                                               |
| 123,5 km  | zamek · ruiny                   | zamek w Morsku                           | zamek w Morsku                                                   |
| 125,5 km  | kościół                         | Podlesice                                | Podlesice                                                        |
| 136,5 km  | zamek · ruiny                   | zamek Bobolice                           | Zamek Bobolice                                                   |
| 138,5 km  | zamek · ruiny                   | zamek w Mirowie                          | Zamek w Mirowie                                                  |
| 140,7 km  |                                 | Niegowa                                  |                                                                  |
| 143,5 km  |                                 | Moczydła                                 |                                                                  |
| 148,5 km  | zamek · ruiny                   | Przewodziszowice – strażnica             | Widoczne resztki wapiennych murów strażnicy w Przewodziszowicach |
| 151,2 km  | miejsce kultu                   | Czatachowa                               |                                                                  |
| 153 km    | zamek · ruiny                   | Ostrężnik – ruiny zamku                  | Pozostałości po zamku                                            |
| 156,4 km  |                                 | Suliszowice                              |                                                                  |
| 164 km    | kościół                         | Zrębice                                  | Kościół pw. św. Idziego w Zrębicach                              |
| 170 km    | zamek · ruiny                   | Olsztyn                                  | Zamek Olsztyn                                                    |
| 188,3 km  | muzeum                          | Częstochowa                              | Stary Rynek – pierzeja wschodnia                                 |